# Escut d'Emperador
L'escut d'Emperador és un símbol representatiu oficial d'Emperador, municipi del País Valencià, a la comarca de l'Horta Nord. Té el següent blasonament:
| « | Escut quadrilong de punta redona. En camper d'atzur, una corona d'emperador d'argent, amb bonet de gules. Per timbre, corona reial oberta, segons la tradició del Regne de València. | » |

## Història
L'escut fou aprovat per Resolució de 14 de setembre de 2022. Es tracta del mateix disseny proposat pel Consell Tècnic d'Heràldica i Vexil·lologia de la Generalitat el 7 de febrer de 1994. És un escut senzill que utilitza com a armes parlants una corona d'emperador, que és alhora el nom de la família Emperador, fundadora del municipi.
Com a observació assenyalar que s'utilitza una corona d'emperador heràldica, amb bonet i sense cap mitra damunt del bonet. Aquesta corona és igual a la que figura damunt de la columna situada a la destra en l'escut d'Espanya. En algunes representacions de l'emperador Carles V, hi apareix aquesta corona imperial, sense mitra, encara que de vegades te dues diademes creuades i no les tres sense creuar-se. No s'utilitza ni la corona de Rodolf II d'Àustria (posterior a Carles V), ni la de Catalina II de Rússia, ni altres models de corona imperials amb mitres, pròpies de l'heràldica d'altres països.
Escut anterior

Escut anterior.

Abans, l'Ajuntament utilitzà un escut, aprovat pel Ple de l'Ajuntament de 28 de març de 1988, però que no arribà a oficialitzar-se, amb el següent blasonament:
| « | Escut quadrilong de punta redona. En camp d'atzur, una mansió amb torre, perfilada i aclarida de sable, i en punta, en camp d'or, quatre pals de gules. Al timbre, corona reial oberta, acostada de dos ratpenats volant de sable. | » |

La mansió amb torre representava l'edifici construït pel primer senyor, Agustí Emperador, qui va formar Emperador com una entitat independent de Museros. Els quatre pals representaven la pertinença del poble al Regne de València.